# Djillali Defali
Djillali Defali est un dessinateur de bande dessinée né en 1972 à Bordeaux.

## Albums
Sous le pseudonyme de D'Fali
- La Proie, Le Cycliste, 1998  (ISBN 2912249031).
- Garous, avec Jean-Charles Gaudin, Soleil :

1. La Caste des ténèbres, 1999.
2. Alissia, 2000.
3. Le Cloître des damnées, 2001.
4. Altis, 2002.

Sous le nom Defali
- Asphodèle, avec Éric Corbeyran, Delcourt, coll. « Insomnie » :

1. Le Preneur d'âmes, 12 mars 2003  (ISBN 2-84055-865-3).
2. La Corde d'argent, 10 octobre 2003  (ISBN 2-84789-070-X).
3. L'Ange noir, 06 octobre 2004  (ISBN 2-84789-339-3).
4. La Nuit du masque, 11 mai 2005  (ISBN 2-84789-762-3).

- La Loi des XII tables, avec Éric Corbeyran, Delcourt, coll. « Insomnie » :

1. La Mandragore et Le Cénacle, 08/02/2006  (ISBN 2-84789-827-1).
2. L'Accusation et La Nuit de Walpurgis, 2006.
3. La Cicatrice et Magie blanche, magie noire, 2006.
4. Réminiscences et L'Égrégore, 2006.
5. Le Masque et Halloween, 2006.
6. L'Art notoire et Choc en retour, 2006  (ISBN 2-7560-0338-7).

- Le Syndrome de Hyde, avec Éric Corbeyran et Richard Guérineau, Delcourt, coll. « Machination » :

1. Traque, 2007.
2. Seconde Nature, 2009.
3. Substrat, 2010.

- Les véritables légendes urbaines (scénario de Rémi Guérin, éd. Dargaud)
  - Tome 2 (07/03/2008)  (ISBN 978-2-205-06031-7)

- Les Blagues du Bled t. 1 : Salem-Alikoum, Delcourt, coll. « Humour de rire », 2008  (ISBN 978-2-7560-1111-0).
- Uchronie(s) – New York, avec Éric Corbeyran, Glénat, coll. « Grafica » :

1. Renaissance, 2008  (ISBN 978-2-7234-5906-8)
2. Résonances, 2009  (ISBN 9782723465045).
3. Retrouvailles, 2010  (ISBN 9782723465076).

- Pulsions, avec Éric Corbeyran et Richard Malka, 12 bis :

1. Hugo, 2008  (ISBN 9782356480330).
2. Camille, 2010  (ISBN 9782356480521).

- Assassin's Creed, Éric Corbeyran, Les Deux Royaumes :

1. Desmond, 2009  (ISBN 9782918771005).
2. Aquilus, 2010  (ISBN 9782918771012).
3. Accipiter2011  (ISBN 9782918771036).
4. Hawk, 2012  (ISBN 9782918771074).
5. El Cakr, 2013  (ISBN 9782918771111).
6. Leila, 2014  (ISBN 9782918771180).

- Leçons coloniales, avec Azouz Begag, Delcourt, coll. « Histoire & Histoires », 2012  (ISBN 9782756026954).
- Septième Sens, avec Éric Corbeyran, Delcourt, coll. « Machination » :

1. Veiller sur le monde, 2012  (ISBN 9782756013312).
2. Faire des miracles, 2013  (ISBN 9782756024158).

- Zodiaque t. 8 : La Technique du Scorpion, avec Éric Corbeyran et Guy Delcourt, Delcourt, coll. « Machination », 2012  (ISBN 9782756023984).
- Uchronie(s) – New Delhi, avec Éric Corbeyran, Glénat, coll. « Grafica » :

1. 2013  (ISBN 9782723491600)
2. 2014  (ISBN 9782723496568).

- Emir Abdelkader : L'Amiral des sables, avec Azouz Begag, Dalimen, 2014  (ISBN 9789947630327).
- Un escalier de sable, avec Benjamin Legrand, Le Lombard, coll. « Troisième Vague », 2018  (ISBN 9782803670116).

## Prix
2014 : prix d'honneur au Festival international de la bande dessinée d'Alger.